# 外光主义
外光主義（英語：Pleinairism）, 又稱為露天派或外光派，意思為直接在日光下作畫, 回到畫室內亦不會作出任何修改。

## 歷史
外光主義與工作室繪畫或可能創造預定外觀的學術規則形成鮮明對比。「戶外」繪畫理論歸功於皮埃爾·亨利·德·瓦朗謝訥（Pierre-Henri de Valenciennes，1750-1819 年），該理論首次在題為《給學生繪畫、特別是風景的反思和建議》（Reflections and Advice to a Student on Painting, Special on Landscape）（1800 年）的論文中闡述，發展了風景肖像畫的概念，藝術家透過這種概念直接在風景中的畫布上作畫。
它使藝術家能夠更好地捕捉天氣和光線變化的細節。便攜式畫布和畫架的發明使繪畫實踐得以發展，特別是在法國，1830年代初期，巴比松派在自然光下的繪畫具有很大的影響力。
外光主義畫派最突出的特點是色調、色彩、寬鬆的筆觸和柔和的形式。這些變體與19世紀中期哈德遜河畫派和印象派特別相關。
印象派畫風時期（大約1860年）。當時各地藝術家大多在畫室內作畫，苦心追求更多元化色彩的過程卻意外發現室外和室內光線對顏色的細微影響。因此當時不少人大力提倡室外作畫，牽起一股潮流繼而自成一派。
其中，华金·索罗拉，文森特·梵高，亨利·馬蒂斯等著名畫家均是外光主义的表現者。